# Vol Emirates 407
Le 20 mars 2009, un Airbus A340-541 assurant le vol Emirates 407 d'Auckland à Dubaï via Melbourne, rate son décollage depuis cette dernière et heurte plusieurs structures au bout de la piste avant de finalement prendre suffisamment de hauteur pour revenir à l'aéroport et y atterrir en toute sécurité.
Bien que l'incident n'ait entraîné aucun décès ou blessure, les dommages sur l'appareil étaient suffisamment graves pour que l'événement soit classé par l'agence australienne de sécurité des transports comme « accident ». Il a été décrit comme « plus proche que jamais d'une catastrophe aérienne majeure en Australie » par des responsables de l'aviation.

## Chronologie des faits

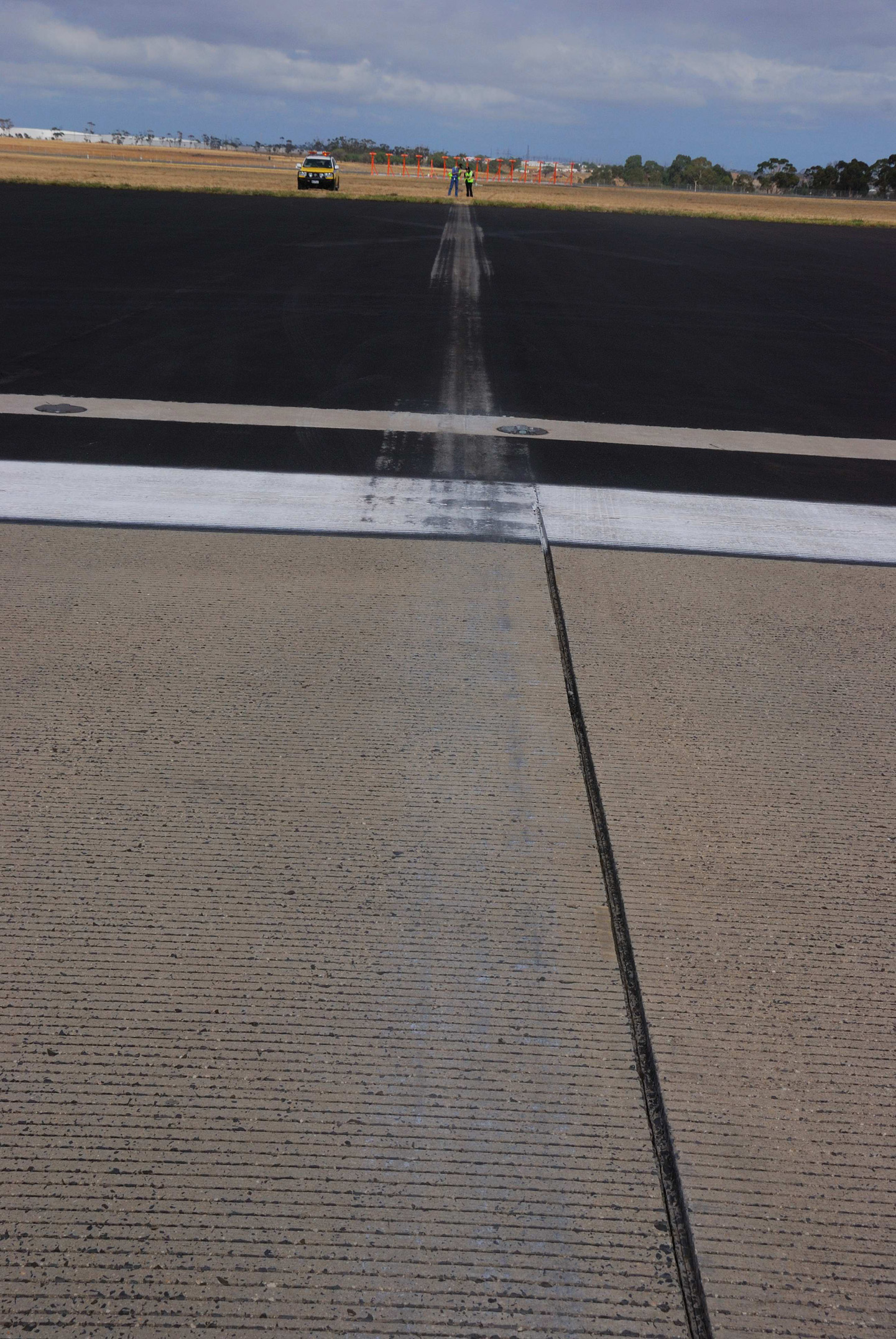
Trace laissé par le frottement de la carlingue de l'appareil sur la piste.

Le vol 407 a décollé de Melbourne comme prévu à 22 h 30 en utilisant la piste 16, d'une longueur de 3 657 mètres. Le commandant de bord a ordonné au copilote de décoller 1 043 mètres avant la fin de la piste, en roulant à une vitesse de 270 km/h (146 nœuds). 
Lorsque l'avion a piqué vers le haut, il n'a pas réussi à quitter le sol et l'empennage a heurté et a continué à gratter la piste. Le commandant de bord a pris les commandes et appliqué la poussée maximale sur les quatre moteurs en utilisant le cran de décollage/remise des gaz:9. 
Après avoir parcouru toute la longueur de la piste, l'avion n'a pas réussi à décoller et n'a quitté le sol que 148 mètres après l'extrémité de la piste:9.
Par la suite, l'avion a heurté un dispositif d'éclairage en bout de piste:11 et a continué à monter avec difficultés. 350 mètres après l'extrémité de la piste, le train d'atterrissage a heurté et endommagé les antennes LOC de 1,8 m de haut. 500 mètres après l'extrémité de la piste, l'avion a raté de peu la clôture de l'aéroport de 2,24 m de haut.

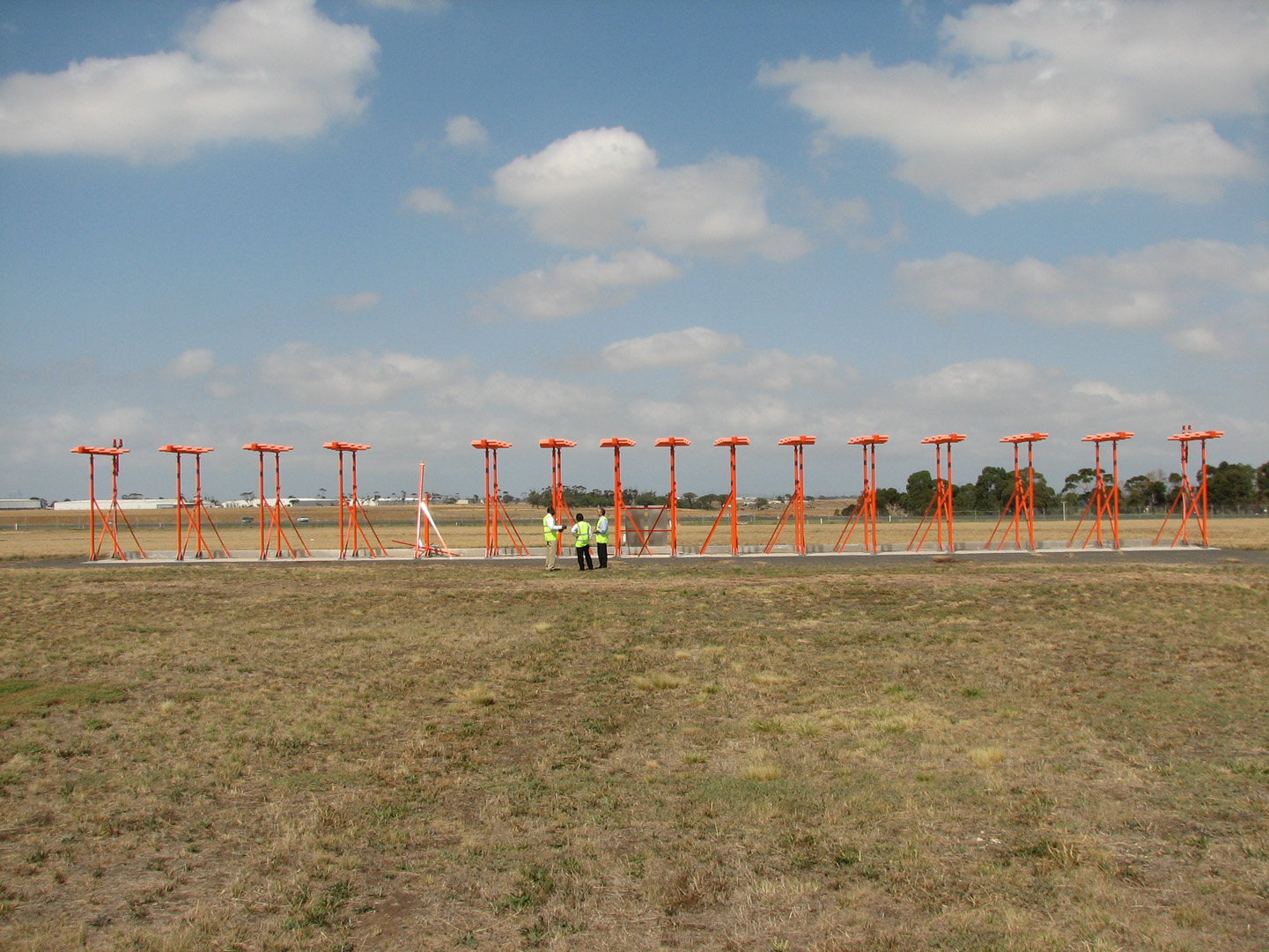
Dommage sur les antennes LOC à la suite de l'incident du vol 407.

L'avion a fini par prendre de l'altitude au-dessus de la baie de Port Phillip. Le copilote a ensuite revu les calculs de performances au décollage dans la sacoche de vol électronique et a découvert qu'il avait sous-estimé le poids de l'avion de 100 tonnes (262,9 au lieu de 362,9):3,. 
Cela signifie qu'une température de flexion incorrecte a été appliquée, ce qui a entraîné une poussée du moteur inférieure à celle nécessaire et, par conséquent, une accélération et une vitesse insuffisantes.
Les pilotes ont fini de délester le carburant en trop au-dessus de la baie à 23h27, et ont par la suite reçu un rapport de fumée dans la cabine. Ils ont demandé un retour immédiat, ce que le contrôle aérien a accordé, et sont retournés à l'aéroport à 23h36 sans autre incident.

## Dommages sur l'appareil et réparations
Malgré la protection contre les contacts de la queue intégrée à l'A340-500, la cloison étanche arrière et la structure sous-jacente ont été gravement endommagées pendant le décollage lorsque la queue a heurté la piste avec une force considérable. 
L'avion a également subi d'importants dommages au bas du fuselage en grattant le long de la piste, une grande surface ayant été complètement dénudée de sa tôle externe:4 à 8.

Dégâts sur le fuselage après l'accident
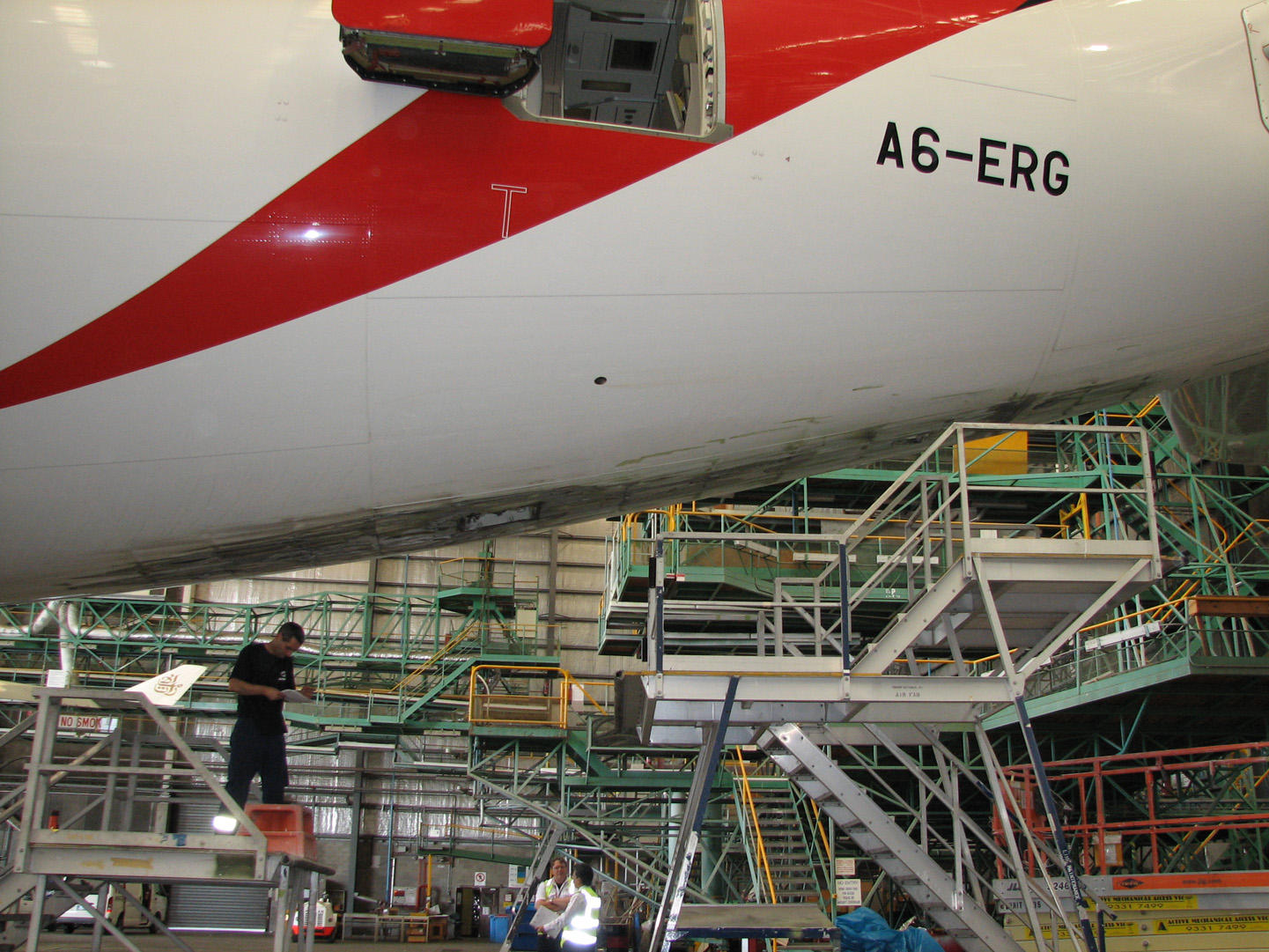
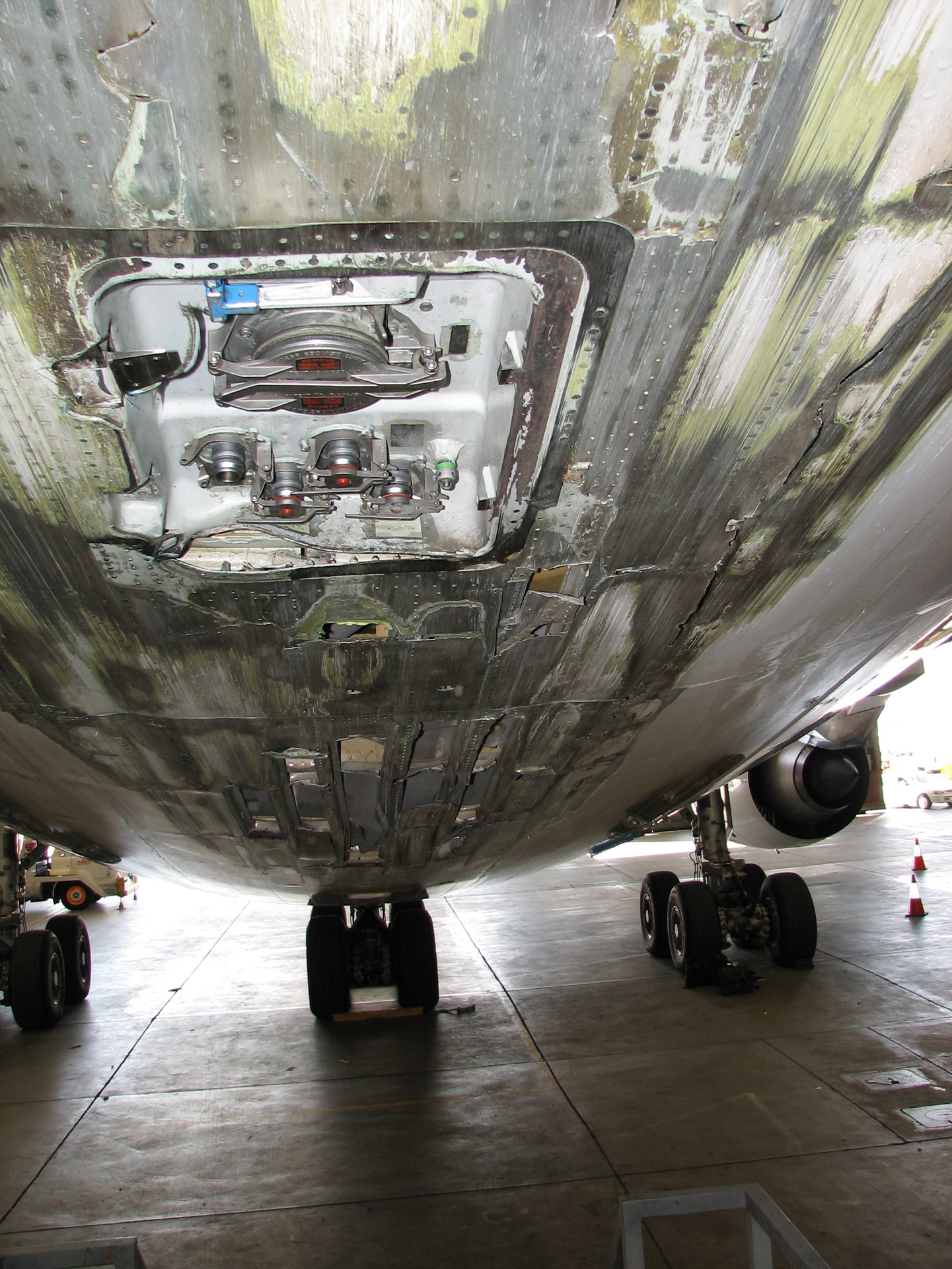
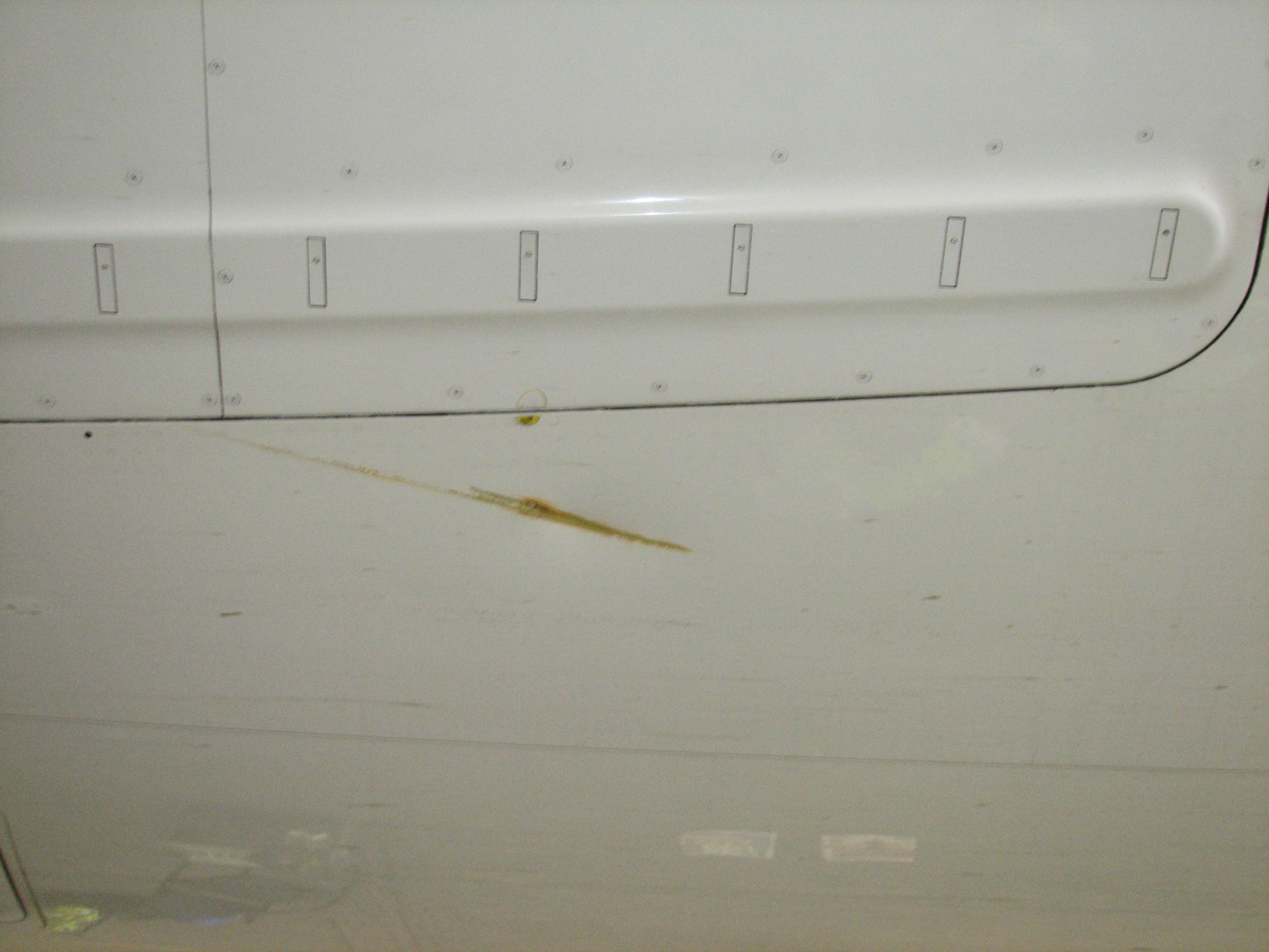
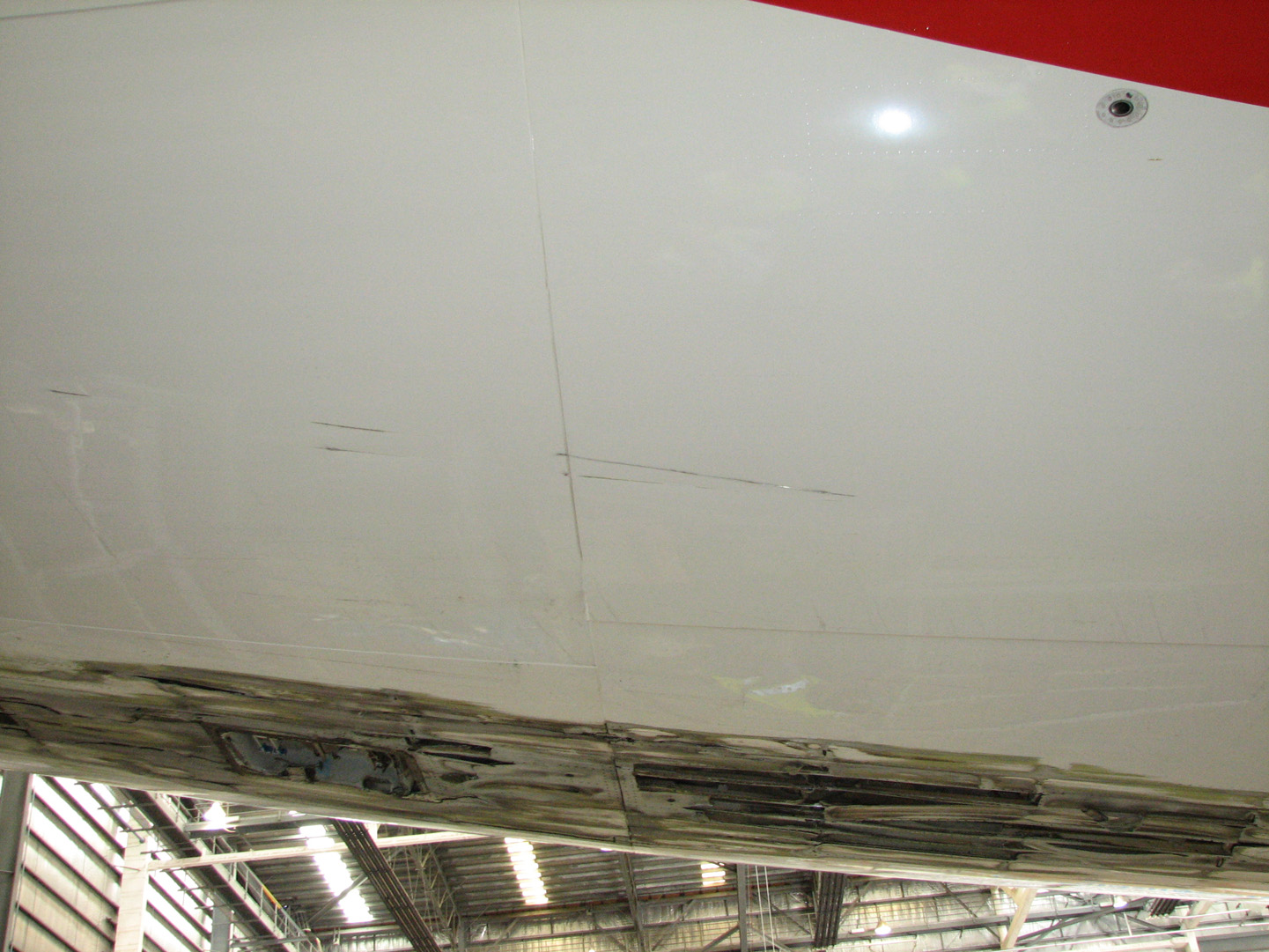

L'avion n'a pas été retiré du service, mais a été restitué à Airbus par le biais d'un vol à basse altitude sans pressurisation acheminé de Melbourne à Blagnac le 19 juin 2009 via Perth, Singapour, Dubaï et Le Caire avec l'équipage volant en dessous de 12 000 pieds (3 700 m).
L'avion a effectué son premier vol commercial après des réparations le 1er juin 2009 sous le numéro de vol EK424, et est resté en service sur des vols internationaux court et moyen-courriers au départ de Dubaï, jusqu'à ce qu'il soit retiré du service en octobre 2014. Il a été démantelé plus tard dans l'année.

## Équipage
Après avoir été interrogés par les enquêteurs, les deux pilotes du vol sont rentrés à Dubaï. Ils ont été invités à démissionner d'Emirates à leur arrivée à Dubaï, et tous deux l'ont fait.
Le commandant du vol 407 n'avait dormi que 6 heures au cours des 24 heures précédant l'accident, tandis que le copilote avait dormi 8 heures au cours de la même période:18. Le commandant de bord avait effectué au total 99 heures de vol au cours du mois précédent, soit 1 heure de moins que le maximum de 100 heures de vol autorisé par Emirates, tandis que le premier officier avait effectué 90 heures de vol au cours de la même période:13 à 14.

## Enquête
L'enquête sur l'accident a été effectuée par l'agence australienne de sécurité des transports (ATSB). Son objectif essentiel était de déterminer comment le premier officier a pu sous-estimer la masse de l'avion, pourquoi cette erreur n'a pas été détectée avant le décollage et pourquoi l'équipage n'a pas réalisé que l'accélération était beaucoup plus lente que prévu jusqu'à épuiser presque entièrement les 3,6 kilomètres de piste:9.
Des études ont montré que le personnel navigant pouvait avoir des difficultés à reconnaître que des données incorrectes avaient été saisies dans l'équipement avionique, entraînant de mauvaises performances au décollage. L'ATSB a émis une recommandation de sécurité à l'administration fédérale de l'aviation des États-Unis et un avis de sécurité à l'association du transport aérien international et à la Flight Safety Foundation. En outre, Airbus a étudié le développement d'un logiciel pour aider les pilotes à reconnaître des performances inhabituelles ou médiocres au décollage. 
En octobre 2011, l'ATSB a publié les conclusions de son enquête sur l'incident. Ils ont découvert que l'erreur humaine en était la cause et ont préconisé le développement d'aides technologiques qui alerteraient les pilotes en cas de saisie de données incorrecte ou de vitesse de décollage insuffisante.
À la suite de cet incident, Emirates a revu ses procédures à effectuer avant le vol, imposant notamment la duplication des ordinateurs portables utilisés pour la planification afin de garantir une double saisie des données. La compagnie aérienne développe également un système avionique permettant aux équipages de surveiller l'accélération au décollage et les alertant en cas d'accélération trop lente.

## Médias
L'accident a fait l'objet d'un épisode dans la série télé Aircrash Confidential intitulé « Décollage » (saison 2 - épisode 6), aux côtés de 2 autres accidents.